# Worona (Białoruś)
Worona (biał. Варона, Warona; ros. Ворона, Worona) – agromiasteczko na Białorusi, w obwodzie grodzieńskim, w rejonie ostrowieckim, w sielsowiecie Worniany.
Znajduje się tu rzymskokatolicki kościół pw. św. Jerzego wzniesiony przez Brzozowskich w XVIII w., zniszczony w 1943 i odbudowany w 2002. Należy on do parafii św. Jerzego w Wornianach. W Woronie znajduje się skrzyżowanie dróg republikańskiej R45 i R48.

## Historia
W XIX i w początkach XX w. dwa folwarki położone w Rosji, w guberni wileńskiej, w powiecie wileńskim, w gminie Worniany.
Po I wojnie światowej pod administracją polską, w Zarządzie Cywilnym Ziem Wschodnich, w okręgu wileńskim, w powiecie wileńskim, w gminie Worniany. W latach 1920–1922 w składzie Litwy Środkowej.
Od 11 kwietnia 1922 folwark leżący w Polsce, w województwie wileńskim, w powiecie wileńsko-trockim, w gminie Worniany.
Po II wojnie światowej w granicach Związku Sowieckiego. Od 1991 w niepodległej Białorusi.